# Felix von Heijden
Jonkheer Herman Carel Felix Clotilde ("Felix") von Heijden (Weerselo, 11 april 1890 – Boxtel, 17 november 1982) was een voetballer van Quick Nijmegen die bij de Olympische Spelen van 1920 in Antwerpen de bronzen medaille heeft gewonnen met het Nederlands team. De verloren wedstrijd om de zilveren medaille is de enige interland die hij heeft gespeeld. Von Heijden mocht meespelen, omdat andere spelers daags voor de wedstrijd geen zin meer hadden in de wedstrijd en weer naar Nederland vertrokken, hij promoveerde daardoor van reservespeler tot basisspeler. Ook in 1912 behoorde hij tot de selectie voor de Olympische Spelen. Ook toen werd Nederland derde maar Von Heijden kreeg geen medaille uitgereikt omdat hij niet in actie kwam. Eerder speelde hij voor HVV Helmond.
Von Heijden was ook een bekend tennisser. In 1918 won hij met Leopold August Nypels het Nederlands kampioenschap tennis heren dubbel.
Na zijn actieve voetbalcarrière werd hij burgemeester van Rosmalen van 1923 tot 1955. Daarmee trad hij in de voetsporen van zijn vader Antonius Catharina Hubertus Ignatius von Heyden, die van 1885 tot 1895 burgemeester was van Weerselo.
In Rosmalen is een straat naar hem vernoemd, de Burgemeester Jonkheer von Heijdenlaan. Zijn naam wordt ook wel als "Von Heyden" gespeld.